# Gunung Hululepan
Gunung Hululepan är ett berg i Indonesien.   Det ligger i provinsen Sumatera Utara, i den västra delen av landet, 1 500 km nordväst om huvudstaden Jakarta. Toppen på Gunung Hululepan är 1 365 meter över havet, eller 534 meter över den omgivande terrängen. Bredden vid basen är 5,6 km.
Terrängen runt Gunung Hululepan är kuperad åt nordost, men åt sydväst är den bergig.Runt Gunung Hululepan är det glesbefolkat, med 11 invånare per kvadratkilometer. Det finns inga samhällen i närheten. I omgivningarna runt Gunung Hululepan växer i huvudsak städsegrön lövskog.